# إبراهيم أباد (مقاطعة فارياب)
إبراهيم أباد (بالفارسية: تلمبه ابراهیم‌آباد سالاری) هي مستوطنة تقع في كرمان في إيران. يقدر عدد سكانها بـ 149 نسمة بحسب إحصاء 2016.